# Christina Sanchez-Stockhammer
Christina Sanchez-Stockhammer (* 12. Juni 1978) ist eine deutsche Anglistin, Romanistin und Linguistin. Seit 2021 ist sie Professorin für Englische und Digitale Linguistik an der TU Chemnitz.

## Leben
Nach dem Abitur 1997 am Ohm-Gymnasium Erlangen studierte sie Anglistik und Französisch (Gymnasiallehramt) an den Universitäten Erlangen-Nürnberg, Reading und Rennes. Sie promovierte 2007 an der Universität Erlangen-Nürnberg zur Abgrenzung der englischen Sprache gegenüber dem Deutschen. Die Habilitation für Englische Linguistik erlangte sie 2016 mit einer Arbeit zur Schreibweise englischer Wortverbindungen ebendort.
In ihrer Forschung bearbeitet sie Themen Sprache der Comics, korpusbasierte englische und deutsche Übersetzungsäquivalente der Tageszeiten sowie Hybridisierung in der Sprache. Sie untersuchte, ob man sprachlichen Wandel vorhersagen kann. Ferner wirkte sie an der Entwicklung der digitalen Linguistik mit, woraus die Software-Anwendungen CompSpell und WordValue sowie die VR-Abenteuer-Quiz-App Bridge of Knowledge VR hervorgingen.

## Schriften (Auswahl)

### Monografien
- Consociation and dissociation. An empirical study of word family integration in English and German. Dissertation, Narr Francke Attempto Verlag, Tübingen, 2008. ISBN 978-3-8233-7384-1
- English Compounds and their Spelling. Reihe: Studies in English Language, Habilitation, Cambridge University Press, Cambridge, 2018. ISBN 978-1-1081-8187-7
- Langenscheidt – schnell mitreden auf Spanisch. 100 Wörter lernen, 500 Sätze sprechen. Langenscheidt, Stuttgart, 2020. ISBN 978-3-12-514387-6

### Herausgeberschaften
- mit Regina Grundmann, Michael Butter (Hrsg.): Zeichen der Zeit – Interdisziplinäre Perspektiven zur Semiotik. Peter Lang, Frankfurt/Main, 2008.
- Can We Predict Linguistic Change? Reihe: Studies in Variation, Contacts and Change in English 16 Varieng, Helsinki, 2015.
- mit Christoph Schubert (Hrsg.): Variational Text Linguistics: Revisiting Register in English. Reihe: Topics in English Linguistics, De Gruyter Mouton, Berlin, 2016. ISBN 978-3-11-044310-3
- mit Franziska Günther, Hans-Jörg Schmid (Hrsg.): Language in mind and brain. Multimedial proceedings of the workshop held at LMU Munich, December 10–11, 2018. Ludwig-Maximilians-Universität, München, 2020. Digitalisat
- Syntaxanalyse nach CGEL. Linguistische Studienmaterialien von Studierenden für Studierende. Ludwig-Maximilians-Universität, München, 2021. Digitalisat